# Mirosław Gerigk
Mirosław Kazimierz Gerigk (ur. 3 marca 1959) – doktor habilitowany inżynier nauk technicznych, profesor Politechniki Gdańskiej. 

## Życiorys
Absolwent Technikum Budowy Okrętów "Conradinum" w Gdańsku (1974–1979). Ukończył studia w Instytucie Okrętowym Politechniki Gdańskiej (1979–1984). Magister inżynier mechanik w specjalności budowy okrętów. W 1990 obronił na Wydziale Oceanotechniki i Okrętownictwa Politechniki Gdańskiej pracę doktorską Stateczność awaryjna jako podstawowa miara bezpieczeństwa niezatapialnościowego statków (promotor – Maciej Pawłowski). W latach 1990–1992 odbył staż naukowy w University of Newcastle upon Tyne w Wielkiej Brytanii. W 2011 uzyskał stopień doktora habilitowanego w dziedzinie nauk technicznych na Wydziale Transportu Politechniki Warszawskiej na podstawie dorobku naukowego, w tym pracy Kompleksowa metoda oceny bezpieczeństwa statku w stanie uszkodzonym z uwzględnieniem analizy ryzyka. Od 2015 jest profesorem uczelni na Politechnice Gdańskiej. 
Od 1984 do 2016 był pracownikiem Katedry Hydromechaniki Okrętu (później Katedra Projektowania Okrętów i Technologii Podwodnych) w Instytucie Okrętowym (później Wydział Oceanotechniki i Okrętownictwa) Politechniki Gdańskiej. Od 2016 jest zatrudniony w Katedrze Mechaniki i Mechatroniki Wydziału Mechanicznego Politechniki Gdańskiej, na stanowisku profesora uczelni. Na Politechnice Gdańskiej pracował kolejno na stanowiskach asystenta, starszego asystenta, adiunkta, starszego wykładowcy, adiunkta ze stopniem doktora habilitowanego i profesora uczelni. 
Główne zainteresowania badawcze: teoria i hydromechanika obiektów pływających, wytrzymałość i konstrukcja złożonych obiektów technicznych, projektowanie obiektów pływających, analiza ryzyka i bezpieczeństwo złożonych obiektów technicznych, bezpieczeństwo statków i żeglugi, teoria i projektowanie bezzałogowych i autonomicznych obiektów pływających, w tym 2- i 3-stanowych, projektowanie zaawansowanych pojazdów podwodnych (AUV, innych). 
Autor ponad 130 publikacji, w tym 27 opublikowanych za granicą, w tym 60 publikacji konferencyjnych opublikowanych w j. angielskim. Najważniejsze prace opublikowano w Polish Maritime Research, monografiach krajowych i międzynarodowych konferencji KONBiN, IMAM i ESREL oraz Ocean Engineering. Opublikował między innymi monografię nt. bezpieczeństwa statków, prezentującą nowe podejście do bezpieczeństwa statków (nowa metoda, którą można zaaplikować). Obecnie prowadzi badania nad rozwojem (projektowaniem i wdrożeniem) innowacyjnego autonomicznego pojazdu podwodnego AUV–Stealth, z wykorzystaniem polskiej myśli technicznej.
Członek zespołu transportu śródlądowego sekcji transportu wodnego Komisji Transportu PAN oraz członek Komisji Nauk Kosmicznych PAN oddział Gdańsk.
Prowadzi działalność edukacyjną i naukową na rzecz rozwoju morskości Kaszub i Pomorza. Odznaczony brązowym krzyżem PCK i Srebrnym Krzyżem Zasługi (2000). Nagrodzony kilkukrotnie nagrodami  indywidualnymi Rektora Politechniki Gdańskiej za osiągnięcia naukowe. Laureat między innymi nagrody I stopnia w kategorii koncepcje przyznanej przez Inspektorat Implementacji Innowacyjnych Technologii Obronnych MON za projekt "miniaturowej superkawitacyjnej torpedy".